# Abubakar Gumi

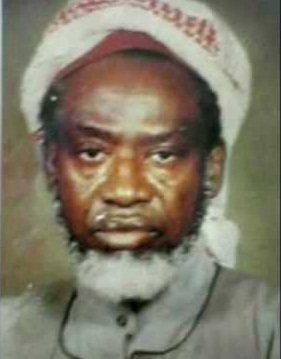
Abubakar Gumi

Abū Bakr ibn Mahmūd (arabisch أبو بكر بن محمود, DMG Abū Bakr ibn Maḥmūd), bekannt als Abubakar Gumi (geb. 1924 od. 1926 in Gumi, Sokoto; gest. 11. September 1992 in London), war ein islamischer Gelehrter und Koranexeget, der zu den Pionieren der Salafīya-Reformbewegung in Nigeria gehörte. Er war eine der zentralen Persönlichkeiten für die Entwicklung des Islams in Nordnigeria in der Ära von Ahmadu Bello und diente diesem als Dolmetscher bei seinen zahlreichen Treffen mit Politikern arabischer Staaten. Außerdem fungierte er von 1962 bis 1967 als „Groß-Qādī“ des Nordstaats. Gumis Vorträge zur Koranexegese, die ab 1967 im Rundfunk übertragen wurden, waren das wichtigste Instrument für die Popularisierung einer von der Salafīya inspirierten Kritik am Sufismus in Nigeria. In seinem Pamphlet al-ʿAqīda aṣ-ṣaḥīḥa bi-muwāfaqat aš-šarīʿa („Der wahre Glaube in Übereinstimmung mit der Scharia“) wandte er sich gegen die Lehren und Praktiken der beiden Sufi-Bruderschaften Tidschānīya und Qādirīya. Ende der 1970er Jahre wirkte er an der Gründung der Izala-Bewegung mit, die sich an seinen Grundsätzen orientierte.

## Leben

### Geburtsdatum
Abubakar Gumis Geburtsdatum ist unklar. In seiner Autobiographie gibt er an, das in einigen offiziellen Dokumenten zu findende Geburtsjahr 1922 beruhe darauf, dass der mit ihm befreundete Afrikanist Mervyn Hiskett ihn 1960 in einem Empfehlungsschreiben für das Scharia-Appelationsgericht von Nord-Nigeria älter gemacht hatte er als wirklich war, weil Gumi das in der Ausschreibung genannte Mindestalter noch nicht überschritten hatte. Nach eigenen Angaben wurde er am letzten Freitag des Ramadan des islamischen Jahres 1344 geboren. Allerdings rechnet er dieses Datum an derselben Stelle falsch um und erklärt, es entspreche dem 7. November 1924. In Wirklichkeit entspricht es dem 9. April 1926. Allerdings steht zu diesem Datum in Widerspruch, dass Gumi an einer anderen Stelle aussagt, dass ihm seine erste Frau Hawwa'u, die er 1941 heiratete, zugeführt wurde, als er erst 17 Jahre alt war.

### Jugend und Schulzeit in Sokoto
Abubakars Vater Mallam Mahmud na-Gumi war der Qādī der Stadt. Abubakar wurde zunächst von seinem Vater unterrichtet. Im Jahre 1933 kam er an die Grundschule von Dogon Daji, einem Ort, der einen Tagesmarsch von seinem Heimatort entfernt liegt. Hier wurde er wegen seines für sein Alter ungewöhnlichen Wissens zum „Führer des Gebets“ (Hakimin Salla) der Schüler bestimmt. Anderthalb Jahre später wechselte er auf die neu eröffnete Grundschule von Sokoto, wo er zunächst die dritte Klasse besuchte und schon wenig später in die vierte Klasse versetzt wurde. Von 1936 bis 1942 besuchte Abubakar die Mittelschule von Sokoto. Hier unterrichteten Ahmadu Bello, der spätere Premierminister von Nordnigeria, ebenso wie Dschunaid ibn Muhammad al-Buchārī, der spätere Wazīr von Sokoto, und Yahyā Gusau. In der Schule lernte er auch andere Personen kennen, die später zu prominenten Persönlichkeiten des Landes wurden, wie zum Beispiel Shehu Shagari. 1937 starb Abubakars Vater nach längerer Krankheit. 1941, als Abubakar im letzten Jahr der Mittelschule war, wurde er mit seiner ersten Frau verheiratet, einer Frau aus seinem Heimatort Gumi.
Im zweiten Quartal des Jahres 1942 schrieb sich Gumi für ein Jahr in der Qādī-Schule von Sokoto ein.

### Ausbildung und Lehrtätigkeit in Kano
Danach zog Gumi nach Kano, um islamisches Recht an der renommierten Kano Law School zu studieren, die der Waziri von Kano Muhammad Gidado 1930 nach dem Modell des Gordon College im Sudan gegründet hatte. Das Studium an dieser Anstalt schloss er nach vier Jahren mit der Bestnote ab. Zu den klassischen Werke des islamischen Rechts, die er studierte, gehörte der Muchtasar zur Risāla von Ibn Abī Zaid al-Qairawānī. In Kano studierte er auch bei Nasiru Kabara (gest. 1996), einem bekannten Gelehrten und Anführer der Qādirīya.
1947 erhielt Gumi kurzzeitig eine Stelle als Oberschreiber des Qādīs at-Tāhir in Sokoto. 1948 zog er aber zurück nach Kano, um dort für zwei Jahre an der neu gegründeten britischen School of Arabic Studies (SAS) zu studieren, die vornehmlich der Lehrerausbildung diente. Gumi kam in dieser Zeit auch in Kontakt mit dem Anführer der nigerianischen Mahdisten, Ibn Hayāt ad-Dīn, der als eines der prominentesten Opfer britischer Kolonialpolitik galt. Unter seinem Einfluss gab er die Affiliation mit der Qādirīya auf und wurde ein Anhänger der Mahdīya. Auch heiratete er eine von Saʿīds Töchter mit Namen Maryamu, die ihm einen Sohn gebar, aber ebenso wie das Kind unmittelbar nach der Geburt verstarb.
1949 erhielt Gumi eine Stelle als Lehrer an der neu gegründeten Lehrerbildungsanstalt in der kleinen Ortschaft Maru in Zentralsokoto. Hier entwickelte er eine Freundschaft mit Aminu Kano, einem der Begründer Northern Teachers' Association, mit dem er sich über die Notwendigkeit des Kampfs gegen unzulässige Neuerungen austauschte. In der Stadt beobachtete er, dass die Menschen bei der rituellen Reinigung vor dem Gebet den Tayammum und nicht den Wudū' verrichteten, und auch der Imam der Zentralmoschee so handelte. Infolgedessen begann er, mit den Schülern auf dem Schulgelände zu beten und sie davor zu warnen, in die Moschee in der Stadt zu gehen. Um die gleiche Zeit kritisierte Gumi den Sultan von Sokoto, weil er bei einer Festrede dem König von Großbritannien seinen Dank ausgesprochen hatte. Gumi bekam daraufhin Schwierigkeiten und wurde beschuldigt, illegal auf dem Schulgelände gebetet, Schüler an der Teilnahme am Freitagsgebet gehindert und sich als Mahdi ausgegeben zu haben.
Die Jahre 1950 bis 1954 verbrachte Gumi wieder an der School of Arabic Studies in Kano. Zwischen 1950 und 1952 schloss er seine Ausbildung ab, danach unterrichtete er an dieser Schule.

### Aufenthalte in Sudan und Saudi-Arabien
Noch während Gumi in Kano unterrichtete, bewarb er sich um ein Stipendium für ein Studium an der Azhar in Ägypten, das ihm aber von der britischen Kolonialverwaltung verweigert wurde. Möglicherweise hing diese Entscheidung der Briten mit ihren Befürchtungen zusammen, Gumi könnte in Kairo mit dem Gedankengut der Muslimbrüder in Berührung kommen und davon beeinflusst werden. Stattdessen wurden mehrere Regierungsstipendien für ein Studium in Sudan ausgeschrieben, für die sich Gumi zusammen mit anderen Bewerbern aus dem Bildungsministerium im Juni/Juli 1953 bei einwöchigen Prüfungen qualifizierte. Die Gruppe wurde zu einem Kurzstudium an dem sudanesischen Bildungsinstitut Bacht ar-Rudā in ad-Duwaim geschickt. Zu den nigerianischen Studenten, die zusammen mit ihm in den Sudan gingen, gehörten mehrere andere Männer, die später einflussreiche Positionen in der Verwaltung und im Justiz- und Bildungswesen in Nordnigeria erlangten. Gumi hatte gelegentlich Anfälle von Heimweh, wie etwa Anfang 1955, als er ein Gedicht schrieb, in dem er sich über die Einsamkeit lustig machte.
Im Sommer 1955, während seines letzten Jahres im Sudan, reiste Abubakar Gumi zum Haddsch nach Mekka. Dort traf er auf Ahmadu Bello (gest. 1966), den damaligen Premierminister von Nordnigeria, der ihn an die Spitze der offiziellen nordnigerianischen Delegation stellte und zum Dolmetscher für seine Kontakte mit den saudischen Regierungsvertretern ernannte. Hierdurch entwickelte sich eine engere Beziehung zwischen ihnen. 1956 kehrte Gumi an die School of Arabic Studies in Kano zurück, wo er als Senior Education Officer des Erziehungsministeriums mehrfach befördert wurde.
Im Jahre 1957 wurde Gumi zum ersten nigerianischen Pilgerbeauftragten in Dschidda ernannt, im Mai reiste er nach Saudi-Arabien ab. Er hielt sich für zehn Monate in Saudi-Arabien auf und führte dabei eine Untersuchung über die Bedingungen des Haddsch für die nigerianischen Pilger durch. Dies ermöglichte ihm auch, eine direkte Verbindung zum wahhabitischen Gelehrtenstand aufzubauen.

### In Kaduna, der Hauptstadt von Nord-Nigeria

#### Als Groß-Qādī am Scharia-Appelationsgericht

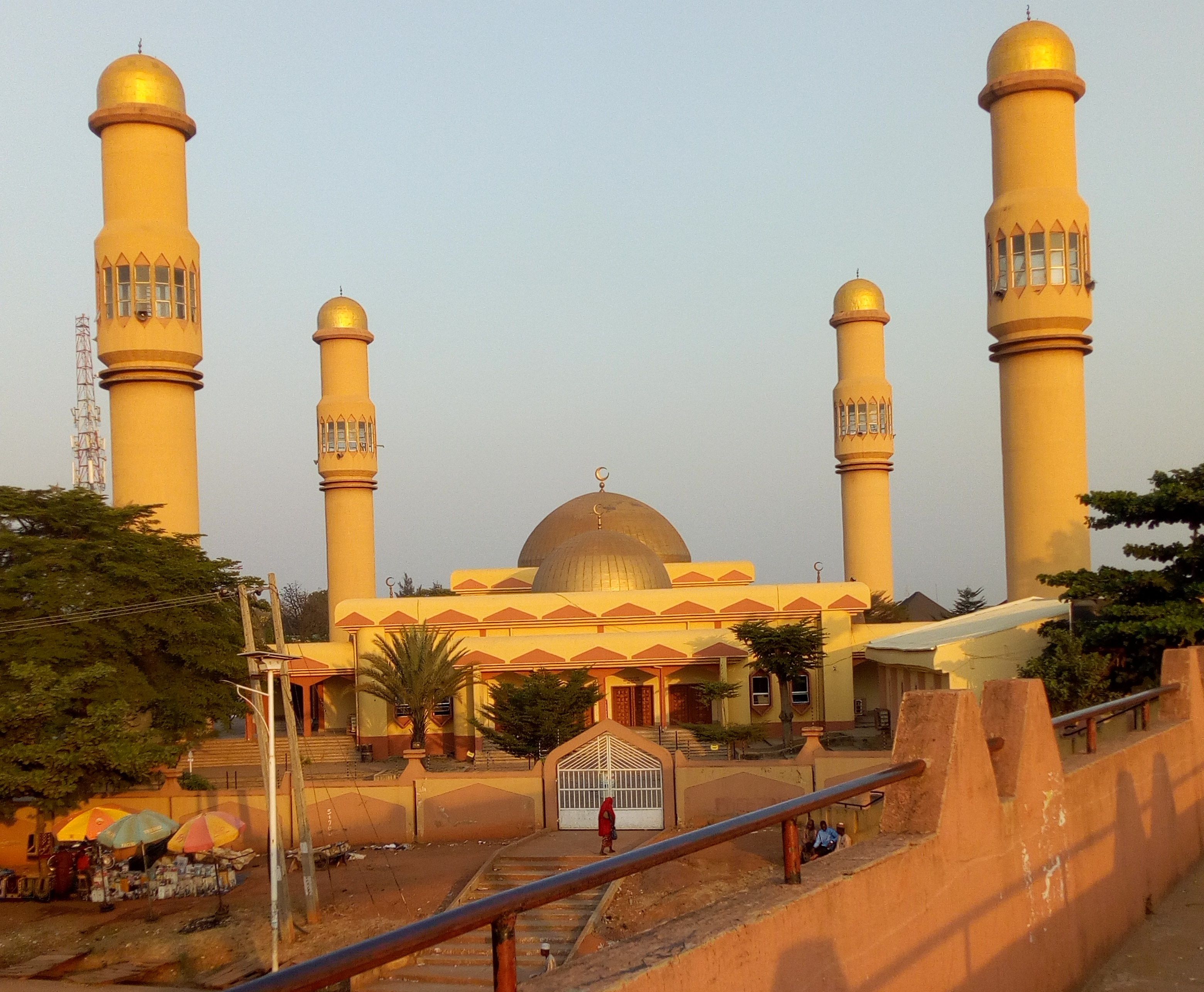
Die Sultan-Bello-Moschee in Kaduna

Nach Nigeria zurückgekehrt, wurde Gumi am 1. Oktober 1960 zum stellvertretenden Groß-Qādī am neu eingerichteten Scharia-Appelationsgericht von Nord-Nigeria in Kaduna berufen. Als 1962 der bisherige Groß-Qādī Scheich ʿAwad Muhammad Ahmad, ein Sudanese, aus Altersgründen ausschied und in sein Heimatland zurückkehrte, wurde Gumi zu seinem Nachfolger. Der Sardauna Ahmadu Bello (1909–1966) machte ihn außerdem zu seinem „principal adviser“ und nahm ihn auf zahlreiche Reisen in arabische und muslimische Länder mit. Zusammen reisten die beiden jedes Jahr im Ramadan zur ʿUmra nach Mekka. 1962 gründete Gumi zusammen mit dem Sardauna mit finanzieller Unterstützung aus Saudi-Arabien und Kuwait die Ǧamāʿat Naṣr al-Islām („Gesellschaft für den Sieg des Islams“, abgekürzt als JNI). Ab 1963 hielt Gumi regelmäßig Vorlesungen zur Koranexegese in der neu eröffneten Sultan-Bello-Moschee in Nigeria ab, die allem von der damaligen politischen Klasse des Nordens besucht wurden. Seine Exegese, die er auf Hausa vortrug, wurde zum wichtigsten Mittel für die Artikulation seiner Reformagenda. Der politische und religiöse Einfluss von Gumi machte ihn zu einem Wächter des Islams in Nigeria. Von dieser Position aus kritisierte er auch die etablierten Bruderschaften und die traditionelle Autorität der Emire und des Sultans.
Daneben baute Gumi seine Beziehungen zu den Gelehrtenkreisen in anderen islamischen Ländern aus. 1963 verlieh ihm die ägyptische Regierung den Präsident-Nasser-Preis. Ein Jahr später trat er in Vertretung für Ahmadu Bello, der kein Arabisch verstand und mit den Regierungsgeschäften in Nigeria beschäftigt war, dem Gründungsrat der Islamischen Weltliga bei. Außerdem entwickelte sich Gumi in den 1960er Jahren zum wichtigsten Ratgeber der Saudis und Kuweitis bezüglich der Anlage und Verwendung von Geldern in Nigeria.
Nach der Ermordung Ahmadu Bellos im Januar 1966 wollte ihn Staatspräsident Johnson Aguiyi-Ironsi als Teil einer Delegation in die Länder Nordafrikas und des Mittleren Ostens entsenden, um dort gute Stimmung für die neue nigerianische Regierung zu machen. Gumi lehnte jedoch ab. Da Gumi mit Ahmadu Bello seinen Beschützer verloren hatte, reagierten die Sufis jetzt schärfer auf seine Angriffe und forderten ihn auf, die JNI zu verlassen. Sie beschuldigten ihn, ein Wahhabit zu sein, der die Sprache der Sufis und ihre Auslegung des Textes missverstanden habe.

#### Als Koranexeget und antisufischer Prediger ab 1967
In der neuen politischen Ordnung, die 1967 unter der Militärregierung von General Yakubu Gowon eingeführt wurde, hörte die Nordregion auf, als eine politische Einheit zu existieren, und das Amt des Groß-Qādīs wurde abgeschafft. Allerdings blieb Abubakar Gumis Position als Koranexeget unangefochten. Die Nigerian Broadcasting Corporation in Kaduna begann 1967 mit der Aufzeichnung seiner Tafsīr-Vorträge und übertrug sie im Radio. Bis Anfang der 1970er Jahre konzentrierte sich Gumi vor allem auf diese Vorträge und seine Schriften. 1970 begann er außerdem, für die Hausa-Tageszeitung Gaskiya ta fi Kwabo zu schreiben. In seinen Beiträgen befasste sich Gumi mit vielen islamischen Themen, von Opfern bis zur Kommunikation mit Geistern und von der Scheich-Verehrung bis hin zur Kritik an Trommeln und Liedern in Moscheen.
General Gowon ernannte Gumi 1973 zum Vorsitzenden der Nigerianischen Haddsch-Organisation und unterstützte ihn, obwohl er ein Christ war. General Murtala Muhammad, von 1975 bis 1976 Präsident von Nigeria, ernannte ihn zum Großmufti von Nigeria, doch aufgrund des Staatsstreichs von 1976 und Muhammads Ermordung wurde diese Maßnahme nicht mehr umgesetzt. In den 1970er Jahren stärkte Gumi außerdem seine Beziehungen zu den islamischen Organisationen im Nahen Osten. 1972 wurde er in die ägyptische Akademie für islamische Untersuchungen und 1975 in den Höchsten Weltrat der Moscheen aufgenommen.
Seit seine Tafsīr-Vorträge im Radio übertragen wurden, mäßigte Gumi die anti-sufischen Töne seiner Kommentare etwas, allerdings änderte sich dies wieder 1977, als er bei seinen exegetischen Vorträgen zum offenen Takfīr der Sufis überging. Gumi erklärt dies damit, dass 1976 Anführer der Tidschānīya Pläne entwickelt hatten, ihn zu ermorden. Eine Initiative von Universitätsstudenten im Jahre 1977, ihn mit den Anführern der sufischen Orden zu versöhnen, schlug fehl.
Im Februar 1978 gründete ein Schüler von Gumi, Ismaila Idris, in Jos, der Hauptstadt des Bundesstaats Plateau die Organisation Ǧamāʿat Izālat al-bidʿa wa-iqāmat as-sunna („Gesellschaft zur Beseitigung der Bidʿa und Einrichtung der Sunna“), allgemein bekannt als Izala-Bewegung, um die Reformagenda seines Lehrers voranzutreiben. Zwar nahm Gumi im Februar 1979 an einem Treffen in Lagos teil, das der Versöhnung mit den sufischen Bruderschaften dienen sollte, doch setzte er seine öffentlichen Angriffe auf den Sufismus fort, was ihm in Nigeria viele Feinde einbrachte. Er selbst verglich Izala-Bewegung mit den Kräften, die während des Dschihads von 1804 die Hausa-Könige gestürzt hatten. Ein Treffen im Yankari Game Reserve mit Regierungsvertretern im Februar 1983, das eigentlich ebenfalls der Versöhnung zwischen den Sufis und den Anhängern Gumis dienen sollte, endete unter anderem mit dem Beschluss, dass die Föderale Regierung ihn als Delegierten bei der Islamischen Weltliga zurückziehen und ihn nicht mehr auf Delegationsreisen in andere Länder, die die nigerianischen Muslime betreffen, einsetzen sollte. Einen neuen Höhepunkt erreichten die Spannungen Ende 1984, als die nordnigerianischen Emire Gumi mit der Forderung konfrontierten, sich zwischen der Izala-Bewegung und der Mitgliedschaft in der JNI zu entscheiden. Im Frühjahr 1985 wurden seine Gehaltszahlungen, die er noch aus seinem Amt als Groß-Qādī des nicht mehr bestehenden Staates Nord-Nigeria bezog, eingestellt.

### Ehrung in Saudi-Arabien
Während Gumi in Nigeria politisch immer mehr unter Druck geriet, wurde ihm Anerkennung von saudischer Seite zu Teil. Im Juli 1986 nominierte ihn die Muslim Student's Society of Nigeria für den Internationalen König-Faisal-Preis. Aufgrund dieser Nominierung wurde ihm am 8. März 1987 der mit 300.000 Saudi-Riyal dotierte Preis in der Klasse „für Verdienste um den Islam“ verliehen. In der Laudatio wurde erklärt, dass er den Preis „für die großen Bemühungen, die er in der islamischen Arbeit innerhalb und außerhalb seines Landes in den Bereichen Daʿwa, Lehre, Bildung, Rechtswesen und Fatwa-Erteilung unternommen hat,“ erhalte. Gumi war außerdem Mitglied verschiedener anderer internationaler islamischer Organisationen, darunter der Fiqh-Akademie der Islamischen Weltliga in Mekka und des Obersten Rates der Islamischen Universität in Medina.

### Ehen, Kinder und Tod
Gumi heiratete insgesamt sechs Frauen, von denen die ersten fünf Töchter von Gelehrten waren: 
1. Mit seiner ersten Frau Hawwa'u, die er mit 17 Jahren heiratete, hatte er eine Tochter Zainab und einen Sohn Muhammad Bello. Die Ehe wurde aber schon bald geschieden.
2. Seine zweite Frau Fatima Diddeeda war eine Nachfahrin von Usman dan Fodio, starb aber kurz nach ihrer Geburt zusammen mit ihrem Sohn.
3. Mit seiner dritten Frau Hajiya Halima, die eine Fulani war, hatte Gumi fünf Kinder, nämlich Muhammad Mujtaba, Aisha, Fatima, Muhammad Nuruddeen und Amina, die 1989 mit 18 Jahren starb.
4. Mit seiner vierten Frau Hajiya Amina Bintu, ebenfalls eine Fulani, hatte Gumi insgesamt elf Kinder: Ummul Khairi, Hamza, Khadija, Abdulkadir, Aishatu, Hafsatu, Hauwa'u, Abdulazeez, Hassan, Yusuf und Barakah. Abdulkadir fungierte später als Direktor des Rechtsdienstes der Nigerianischen Armee.[59]
5. Seine fünfte Frau Hajiya Aisha Damu war ebenfalls Nachfahrin von Usman dan Fodio. Mit ihr hatte Gumi zwölf Kinder: Asma'u, Abbas, Ahmad, Maryan, Ibrahim, Uthman, Aliyu, Sa'adiyya, Sulaiman, Abubakar Siddiq, Abdulrahman und Zubaida.
6. Seine sechste und letzte Frau war aus dem Bundesstaat Adamawa. Sie brachte zwei Kinder in die Ehe mit, hatte jedoch keine Kinder mit Gumi.

Mit den vier letztgenannten Frauen war er gleichzeitig verheiratet. Insgesamt hatte er 29 Kinder.
Gumi starb am 11. September 1992 in einem Krankenhaus in London nach kurzer Krankheit.

## Werke

### al-ʿAqīda aṣ-ṣaḥīḥa bi-muwāfaqat aš-šarīʿa
al-ʿAqīda aṣ-ṣaḥīḥa bi-muwāfaqat aš-šarīʿa („Der wahre Glaube in Übereinstimmung mit der Scharia“) war nach Roman Loimeier Abubakar Gumis programmatische Hauptschrift. Gumi verfasste das Werk auf Wunsch eines älteren Gelehrten namens Malam Ismaila, der ihn gebeten hatte, seine Ansichten systematisch darzulegen. Danach gab er es einem gewissen Shehu Galadanci, der damals zum akademischen Personal der Universität von Kano gehörte, zur Überarbeitung und dann in Saudi-Arabien einem syrisch-libanesischen Verleger zur Veröffentlichung. Es wurde 1972 beim Verlag Dār al-ʿArabīya in Beirut veröffentlicht. Dass Abubakar Gumi für dieses Werk die arabische Sprache wählte, war sicherlich eine bewusste Entscheidung. Er selbst erklärt in dem Text, dass Arabisch die Sprache der Religion sei und derjenige, der diese Sprache nicht beherrsche, die wahre Religion nicht kenne.
Ein Leitgedanke der Schrift ist die Ablehnung aller religiösen Riten, die nach Mohammed in den Islam eingeführt wurden. So schreibt er zu Beginn: „Wer Gott mit etwas anderem Verehrung erweist als dem, was Mohammed gebracht hat, erweist ihm nicht wirkliche Verehrung.“ Da Mohammed der letzte Prophet gewesen und mit ihm die Religion vollendet worden sei, könne niemand im Islam mehr etwas Neues bringen, was auch immer es sei, weil dies der Stellung des Mohammeds als des letzten Propheten widersprechen würde. Hernach behandelt Gumi den Bedeutungsunterschied zwischen Prophet (nabī), Gottesgesandtem (rasūl) und Gottesfreund (walī), wobei es ihm vor allem auf die Definition der Gottesfreundschaft (wilāya) ankommt. Er erklärt hierbei, dass die Gläubigen alle Gottesfreunde seien, und zwar in unterschiedlichem Grad entsprechend der Stärke und Schwäche ihres Glaubens. In einem weiteren Abschnitt über den Glauben betont er den Unterschied der Gläubigen bezüglich der Intensität ihres Glaubens: Manche strahlen hinsichtlich des Glaubens wie die Sonne, andere nur wie eine funzelige Lampe. Grundsätzlich sei indessen jeder, der an das glaube, womit der Gottesgesandte kam, ein Gläubiger. Niemand könne das aber wissen, weil es ein Geheimnis zwischen ihm und Gott sei.
Sodann geht Gumi in seinem Werk auf verschiedene tadelnswerte Neuerungen (bidaʿ maḏmūma) ein, die zum Unglauben führen sollen. Hierzu rechnet er:
- das Urteil nach eigenem Gutdünken (raʾy), die Verehrung Gottes nach anderen Regeln als denjenigen, die Mohammed offenbart wurden, und die Abweichung von den Sunniten bei der Auslegung des Korans und der Sunna Gottesgesandten.[73]
- die Auffassung, dass man sich beim Glauben mit der Erkenntnis im Herzen (al-maʿrifa bi-l-qalb) zufriedengeben könne. Wer dies tue, sei ein Dschahmit.[74] Zu denjenigen Muslimen in Westafrika, die einer solchen Lehre folgen, gehören für ihn insbesondere die Verfechter der Tarbiya-Lehre,[75] also die Anhänger von Ibrahim Baye Niass.
- die Gewohnheit der Muslime in Westafrika, als Bittgebet Ṣalāt al-fātiḥ („Gebet des Öffnenden“) zu beten.[76]
- die Verwendung von verschiedenen Trommeln beim Dhikr.[77]
- die Bezeichnung von Personen mit verschiedenen religiösenen Rängen von kosmischer Bedeutung wie Qutb („Pol“) oder Ghauth („Hilfe“), in dem Glauben, dass die betreffenden Personen „Wissen über das Verborgene“ (ʿilm al-bāṭin) besäßen. Hierzu erklärt Gumi: „Wer auch immer glaubt, dass eine Person den Glauben oder Nicht-Glauben einer anderen Person feststellen kann, göttliche Geheimnisse kennt oder über die kosmischen Kräfte verfügen kann, ist nach dem Buch, der Sunna und dem Konsens der muslimischen Umma ein Ungläubiger.“ Der Glaube an ein solches Wissen verstößt nach Gumi gegen die koranische Aussage in Sure 27:65 „Sag: Die im Himmel und auf der Erde sind, haben keine Kenntnis vom Verborgenen, außer Gott.“[78]
- die fanatische Befolgung eines Scheichs bei einer falschen Sache. Als Beispiel nennt er hier die regelmäßige Rezitation des Bittgebets Ǧauharat al-kamāl („Juwel der Vollkommenheit“) in der Tidschānīya, obwohl sich herausgestellt habe, dass dieses gegen die Scharia verstoße.[79] Als Beleg dafür, dass das Bittgebet nicht vom Propheten stammen könne, verweist Gumi auf seine Schwerverständlichkeit (ġumūḍ) und Wirrheit (taʿqīd).[80]

Den mittelalterlichen Theologen Fachr ad-Dīn ar-Rāzī (gest. 1209) zitiert Gumi mit einem längeren Abschnitt über sieben Arten der Magie. Diesen schließt er mit dem Kommentar ab, dass die „Gelehrte des Bösen“ diese Arten der Magie ausgenutzt hätten, um die Menschen zu betrügen und ihr Vermögen im Namen der Religion aufzuzehren.
In einem weiteren Abschnitt kritisiert Gumi, dass einige Koranexegeten erpicht darauf sind, zur Erklärung der Asbāb an-nuzūl oder Bedeutung von Koranversen erfundene Erzählungen anzuführen, und bringt dazu einige Beispiele an. Im Anschluss daran erklärt er, dass jeder Qādī, der seine Entscheidungen trotz bestehender Möglichkeit auf einer anderen Grundlage als der Scharia fälle, entweder ein Frevler (fāsiq) sei, wenn er glaube, dass dies für ihn verboten sei, oder ein Kāfir, wenn er glaube, dass es für ihn erlaubt sei. Des Weiteren beklagt Gumi, dass die „Feinde des Islams“ (aʿdāʾ al-islām) Wissen durch Unwissen, Vernunft durch Willkürmeinung und Besinnung durch Irrglauben ersetzt hätten. Sie hätten Schulen gebaut, um die „zerstörerische Kultur des Westens“ (ṯaqāfat al-ġarb al-haddāma) zu lehren. Darin hätten sie die Kinder der heidnischen Ungläubigen unterrichtet, deren Väter noch nackt herumgelaufen wären und keine Moral kannten, um sie dann in sensiblen Regierungsämtern einzusetzen und zu Herren über die Muslime zu machen, deren Verstand durch abergläubische Vorstellungen betäubt war. Zum Schluss verweist er auf die Aussage von Muhammad Bello, dem Sohn von Usman Dan Fodio, der zufolge es eine Anzahl Bücher gibt, mit denen sich der Studierende nicht beschäftigen dürfe, weil der Großteil ihres Inhalts nicht mit der Scharia übereinstimme. Hierzu kommentiert er, dass derlei Bücher in der Gegenwart weit verbreitet seien und dazu auch al-Fuyūḍāt ar-rabbānīya fī l-maʾāṯir wa-l-aurād al-Qādirīya („Die göttlichen Gnadenflüsse über die ruhmreichen Taten und Litaneien der Qādirīya“) von Ismāʿīl ibn Muhammad al-Qādirī gehöre.
Gumi hatte sein Buch nach eigenem Bekunden nicht für die breite Öffentlichkeit geschrieben. Einer seiner Schüler, Ismaila Idris, benutzte es jedoch in Kaduna als Grundlage für seine Predigten, als sich Gumi gerade in Saudi-Arabien aufhielt. Dies löste eine große Kontroverse und eine Kampagne gegen Gumi in den Medien aus. Die Anführer der Tidschānīya und der Qādirīya, Sani Kafanga und Nasiru Kabara, schrieben Erwiderungen auf Gumis Buch. Die wichtige davon war Nasiru Kabaras Buch an-Naṣīḥa aṣ-ṣarīḥa fī r-radd ʿalā al-ʿAqīda aṣ-ṣaḥīḥa, die 1972 in Kano erschien. Gumi hatte diese Kontroverse wohl schon vorausgeahnt, denn am Anfang seines Buches schreibt er, dass er es aus Furcht vor Skandalen (fitan) fast nicht geschrieben hätte. Im Jahre 1976 veröffentlichte Gumi eine zweite Auflage mit einer englischen Übersetzung von Musa Abdul, und zwei Jahre später folgte eine popularisierte Hausa-Fassung mit dem Titel Musulunci da abin da ke rushe shi („Der Islam und die Dinge, die ihn korrumpieren“).

### Radd al-aḏhān ilā maʿānī l-Qurʾān
Bei Radd al-aḏhān ilā maʿānī l-Qurʾān handelt es sich um einen Korankommentar, mit dessen Erstellung Gumi Mitte der 1970er Jahre begann, um sich für die Auseinandersetzung mit den Anführern der Sufi-Bruderschaften zu wappnen. Der Kommentar wurde auf Kosten eines saudischen Geldwechslers, den Gumi 1955 kennengelernt hatte, in Beirut gedruckt und 1979 veröffentlicht. Er schöpft viel aus al-Baidāwīs Anwār at-tanzīl wa-asrār at-taʾwīl, der größte Teil des Textes ist aber, wie der Autor schon in der Einleitung einräumt, eine bloße Reproduktion des Tafsīr al-Dschalālain, die nur hier und da von angeblichen Isrā'īlīyāt „bereinigt“ wurde. Ein weiterer Unterschied besteht darin, dass Gumis Kommentar auch kurze Anmerkungen zu den „Hauptthemen“ jeder Sure enthält, die im Tafsīr al-Dschalālain und in der klassischen Exegese nicht zu finden sind. Andrea Brigaglia vermutet, dass Gumi sie aus der Exegese des zwanzigsten Jahrhunderts übernommen habe, und zwar am wahrscheinlichsten aus Sayyid Qutbs bekanntem Kommentar Fī ẓilāl al-Qurʾān. Im Gegensatz zu Qutbs Werk vermeide Gumis Kommentar jedoch jede Form von politischem oder sozialem Kommentar und enthalte – wenn überhaupt – nur wenig wirklich Originelles. Vom Stil her sei Gumis Werk immer noch ein traditioneller tafsīr, allerdings ein äußerst kompakter, der sich auf ein spärliches Korpus traditioneller exegetischer Materialien stütze und von einer nur gelegentlich hervortretenden salafistischen Neigung getragen werde.

### Übersetzungen ins Hausa
Gumi übersetzte außerdem mehrere arabische Bücher in die Hausa-Sprache, darunter vier kürzere Werke von Usman dan Fodio, ein Manāsik-Werk, drei polemische Werke gegen die  Qadiyānī-Ahmadīya, den Koran und die Vierzig Hadithe von an-Nawawī. Die Koranübersetzung gilt seiner Biographie auf der Webseite des Internationalen König-Faisal-Preises (KFIP) zufolge, den er 1987 in der Rubrik „Verdienste um den Islam“ erhielt, als eine seiner wichtigsten Errungenschaften, da sie „Millionen von Muslimen in Hausa sprechenden Gemeinden in Niger, Ghana, Togo, Elfenbeinküste und Tschad sowie Nigeria zugute kam“.

### Weitere Werke
- Eine Abhandlung in arabischer Sprache ohne Titel, datiert auf den 26. Oktober 1978 und vorgelegt auf einem Treffen, das unter dem Vorsitz des Generalstabschefs der nigerianischen Armee, General Shehu Yar'Adua, einberufen wurde, um Abubakar Gumi mit den Sufi-Gelehrten zu versöhnen. Das Werk, das eine scharfe Kritik am Sufismus und insbesondere an der Tidschānīya enthält, wurde 1981 ins Hausa übersetzt. Scharīf Ibrāhīm Sālih schrieb auf das Buch zwei umfangreiche Erwiderungen.[12]
- Where I Stand, Autobiographie, von Ismaila A. Tsiga ab 1989[89] aufgezeichnet und ins Englische übersetzt, Spectrum Books, Kaduna 1992.[12]
- Sechs arabische Qasīden.[12]

## Seine Kritik am Sufismus
Abubakar Gumi kritisierte die Stellung des Sufismus im Islam und die Art und Weise, wie das Heiligenwesen propagiert und praktiziert wurde. Auch kritisierte er die den Sufi-Scheichen zugeschriebene übernatürliche Macht. Gumi wies die Vorstellung, das Sufis Zugang zum Verborgenen hätten und unter anderen Muslimen privilegiert seien, zurück.
In al-ʿAqīda aṣ-ṣaḥīḥa bi-muwāfaqat aš-šarīʿa kritisiert er eine Passage im zentralen Werk der Tidschānīya, dem Ǧawāhir al-maʿānī, in der behauptet wird, dass der allgemeine göttliche Auftrag, den der Prophet den Menschen übermittelt habe, mit seinem Tod zwar ein Ende gefunden habe, der spezielle Auftrag (al-amr al-ḫāṣṣ), den er den Auserwählten (al-ḫāṣṣa) übermittle, jedoch weiter wirke und nicht zum Abschluss gekommen sei und den Tidschānīs auf diese Weise ihr spezielles Ṣalāt al-fātiḥ übermittelt worden sei. Wenn auch dieses Gebet auf den Propheten zurückgeführt werde, so erklärt Gumi, überschreite es doch die Grenze der gereinigten Scharia. Da es eine Praxis sei, die weder vom Propheten noch von den ersten drei Generationen der Muslime überliefert werde, müsse es als eine unzulässige Neuerung eingeordnet werden. Wer Koran und Sunna verlasse und der Willkürmeinung (al-hawā) folge, sei abgeirrt und eifere den Juden nach. So wie bei ihnen satanische Rabbinen von selbst verfasste magische Bücher dem Propheten Salomo zugeschrieben hätten, um sie als göttliches Wissen auszugeben, hätten die „Gelehrten des Bösen“ (ʿulamāʾ as-sūʾ), womit er die Anführer der Sufi-Bruderschaften meint, ʿAbd al-Qādir al-Dschīlānī oder Ahmad at-Tidschānī Geschichten zugeschrieben, um damit die einfältigen Menschen zu verführen, damit sie ihnen bei der Begierde nach irdischen Gelüsten folgten. Die Vorstellung, dass das Ṣalāt al-fātiḥ zunächst nur ein spezieller Auftrag für die Ausgewählten gewesen sei und sich nach dem Tode des Propheten in einen Auftrag für die Allgemeinheit verwandelt habe, weist Gumi zurück. Er gibt diesbezüglich zu bedenken, dass der Prophet gesagt habe, dass sich die Muslime vor allen Neuerungen hüten sollten, und er davon keine Neuerungen ausgenommen habe, die „Ausgewählte“ einführen würden. Auch habe er den Menschen nicht erklärt, wie sie solche Ausgewählte erkennen könnten.